# Joy (Illinois)
Pour les articles homonymes, voir Joy.
Joy est un village situé au centre-ouest du comté de Mercer dans l'Illinois, aux États-Unis,. Il est incorporé le 25 juillet 1901. Le village est baptisé en référence à J.F. Joy, un officiel du chemin de fer.

## Démographie
Lors du recensement de 2010, le village comptait une population de 417 habitants. Elle est estimée, en 2016, à 385 habitants.

### Source de la traduction
- (en) Cet article est partiellement ou en totalité issu de l’article de Wikipédia en anglais intitulé « Joy, Illinois » (voir la liste des auteurs).